# Language. Sex. Violence. Other?
Language. Sex. Violence. Other? è il quinto album di studio del gruppo indie rock gallese Stereophonics, pubblicato il 28 febbraio 2005. Dall'album vennero estratti i singoli Dakota, pubblicato il 28 febbraio 2005, Superman, pubblicato nel Regno Unito il 20 giugno 2005 e Devil, pubblicato il 12 settembre 2005.
L'album è il primo della band con il nuovo batterista Javier Weyler.

## Tracce
Tutte le tracce sono scritte da Kelly Jones
1. Superman  – 5:07
2. Doorman – 3:49
3. Brother – 4:04
4. Devil – 4:40
5. Dakota – 4:57
6. Rewind – 4:46
7. Pedalpusher – 3:18
8. Girl – 1:59
9. Lolita – 3:26
10. Deadhead – 3:34
11. Feel – 3:44

## Singoli

### Dakota
Questo singolo, è stato utilizzato come sigla del telefilm "Veronica Mars" e nel videogioco "Fifa Manager 06".
- pubblicato: 28 febbraio 2005
- Posizione più alta in classifica: 1
- CD1 — "Dakota", "Long Way Round".
- CD2 — "Dakota", "Dakota" (Footswitch Rework), "Soul" (demo 9), "Dakota" (video).
- DVD — "Dakota" (video), making of "Dakota", Dakota first rehearsals.
- 7" — "Dakota", "Long Way Round".

### Superman
Questo singolo, è stato inserito nel settimo episodio ("Il frammento", titolo originale "Splinter") della quinta serie del telefilm Smallville.
- pubblicato: 20 giugno 2005
- Posizione più alta in classifica: 13
- CD1 — "Superman", "Outside".
- CD2 — "Superman", "I Wanna Be Your Dog", "Superman" (live from Milan), "Superman" (making-of video).
- DVD — "Superman" (video), tour diary, lyrics page, photo gallery.
- 7" — "Superman", "Outside".

### Devil
- pubblicato: 19 settembre 2005
- Posizione più alta in classifica: 11
- CD1 — "Devil", "Dapper Dan (Live from Bridge Tower Rehearsals)".
- CD2 — "Devil", "Dakota (Live from New York), "Brother (Live from New York)", "Devil (video)".
- 7" — "Devil" (album version), "Devil" (Footswitch rework)".

### Rewind
- pubblicato: 21 novembre 2005
- Posizione più alta in classifica: 17
- CD1 — "Rewind", "Hammerhead".
- CD2 — "Rewind", "Ooh La La (Goldfrapp Cover From The Live Lounge With Jo Whiley On Radio 1)", "Maybe Tomorrow (Live)".
- 7" — "Rewind", "Superman (MHC remix)".